# Fodertjärnen (Bodums socken, Ångermanland)
Fodertjärnen är en sjö i Strömsunds kommun i Ångermanland och ingår i Ångermanälvens huvudavrinningsområde.